# Pearl Jam
Pearl Jam é uma banda norte-americana de rock, formada em 1990 em Seattle, Washington. Desde sua origem, é formada por Eddie Vedder, Jeff Ament, Stone Gossard e Mike McCready, passou por mudanças na bateria, sendo Matt Cameron, que também compõe o Soundgarden, o atual baterista da banda. O Allmusic refere-se a Pearl Jam como "a banda americana de rock & roll mais popular dos anos 90". Os Pearl Jam foram incluídos no Rock and Roll Hall of Fame em 2017.
Formada após a dissolução da Mother Love Bone, banda anterior de Ament e Gossard, os Pearl Jam tornaram-se populares no mainstream com seu primeiro álbum, Ten. Durante a carreira, os seus membros tornaram-se conhecidos pela recusa em aderir às tradicionais práticas da indústria musical, incluindo a recusa em produzir videoclipes e o por se juntarem a um boicote contra a Ticketmaster. Em 2006, a Rolling Stone descreveu a banda como tendo "gastado muito da última década deliberadamente tentando destruir sua própria fama."
A banda já vendeu mais de 30 milhões de álbuns somente nos Estados Unidos, e aproximadamente 60 milhões em todo o mundo. É considerada uma das bandas mais importantes da década de 90 do Século 20.

## História

### Formação: 1984–1990
Stone Gossard e Jeff Ament eram, no meio dos anos 80, membros da Green River, uma das bandas pioneiras do movimento grunge. Com essa banda, eles gravaram e se apresentaram até atingirem um sucesso moderado, mas a banda foi dissolvida em 1987, em razão de conflitos de estilo entre os dois e os demais integrantes — Mark Arm e Steve Turner, que viriam a formar o Mudhoney. Gossard e Ament, então, começaram a tocar com Andrew Wood, vocalista do Malfunkshun, algo que viria a se tornar a banda Mother Love Bone. Em 1988 e 1989, o conjunto gravou algumas músicas e fez alguns shows, atraindo um interesse crescente pela sua música; no começo de 1989, a banda conseguiu apoio da gravadora PolyGram, que assinou com eles. Apple, álbum debut do Mother Love Bone, foi lançado em julho de 1990, quatro meses após Wood ter morrido, vítima de uma overdose de heroína.
Devastados com a morte de Wood, Gossard e Ament encerraram o Mother Love Bone. Gossard, por sua vez, passou a trabalhar em um material mais pesado, mais "afiado" em relação ao que vinha fazendo antes. Depois de alguns meses ele começou a praticar com seu amigo guitarrista Mike McCready, cuja banda, Shadow, havia acabado; McCready, por sua vez, encorajou Gossard a se reestabelecer com Ament. Após ensaiarem por um tempo, o trio lançou uma fita demo, buscando encontrar um vocalista e um baterista. Eles deram esta fita à Jack Irons, ex-baterista do Red Hot Chili Peppers, para ver se ele estaria interessado em unir-se à banda e, também, para que a distribuísse, buscando encontrar um vocalista.
Irons rejeitou o convite, mas enviou o demo a um amigo seu de San Diego chamado Eddie Vedder. Vedder fora o vocalista de uma banda local chamada Bad Radio, trabalhando como segurança durante o dia. Ele ouvia a fita antes de ir surfar, enquanto as letras vinham à sua cabeça. Ele, então, gravou os vocais de três das cinco músicas ("Alive", "Once" e "Footsteps"), algo que ele descreveu como uma "mini-ópera" intitulada Mamasan. Vedder enviou a fita com seus vocais para os três músicos em Seattle; eles ficaram tão impressionados que fizeram Vedder voar para Seattle para uma audição. Em uma semana, Vedder havia se juntado à banda.
No meio de 1990, Chris Cornell abordou Gossard e Ament com duas músicas que ele havia escrito em tributo à Andrew Wood, com a intenção de lançá-las como single. Ament descreveu a colaboração como "uma coisa muito boa à época" para ele e Gossard, que colocou-os numa "situação onde eles podiam tocar e fazer música". A formação desse conjunto foi completada com a adição de Matt Cameron, baterista do Soundgarden (e, futuramente, do Pearl Jam), Mike McCready (futuro guitarrista solo do Pearl Jam) e Eddie Vedder fazendo vocais de apoio em diversas canções, assim como um dueto com Chris Cornell em "Hunger Strike". Eles se intitularam Temple of the Dog, uma referência a uma linha de "Man of Golden Words", do Mother Love Bone. As duas canções propostas por Cornell seriam, eventualmente, trabalhadas no primeiro e único álbum da banda, Temple of the Dog, lançado no fim de 1990.
Com o reforço de Dave Krusen na bateria, a banda assumiu o nome de Mookie Blaylock, em referência ao então jogador de basquete. A primeira apresentação oficial desse conjunto foi no café Off Ramp, em Seattle, em 22 de outubro de 1990 e, logo, o grupo assinou com a Epic Records. Todavia, preocupações com questões de marca registrada tornaram necessária uma mudança no nome; o "Mookie Blaylock", então, passou a se chamar "Pearl Jam". Em uma entrevista promocional, Vedder disse que o nome "Pearl Jam" era uma referência à sua bisavó Pearl que era casada com um nativo americano e tinha uma receita especial para geléia de peiote. Em uma entrevista para a revista Rolling Stone, em 2006, ele admitiu que aquela história era uma "mentira total", ainda que, de fato, sua bisavó se chamasse Pearl. Ament e McCready explicaram que Ament viera com "pearl", tendo a banda completado com "Pearl Jam", após assistirem a um show de Neil Young, no qual ele estendeu suas músicas com improvisações de 15 a 20 minutos, uma prática conhecida como jamming.

### Tene a explosão grunge: 1991–1992
O Pearl Jam entrou no estúdio London Bridge em março de 1991, para a gravação do seu primeiro álbum, Ten. McCready disse que "Ten foi sobretudo Stone e Jeff; eu e Eddie estávamos 'de carona' naquela época." Krusen deixou a banda em maio de 1991, após ter se internado em uma clínica de reabilitação; ele foi substituído por Matt Chamberlain, que havia tocado anteriormente com Edie Brickell & New Bohemians. Após participar de alguns shows — um dos quais foi filmado para o videoclipe de "Alive" — Chamberlain deixou o grupo para integrar a banda do Saturday Night Live. Chamberlain sugeriu Dave Abbruzzese em seu lugar; este uniu-se ao grupo e tocou no restante dos shows da turnê de suporte à Ten.
Lançado em 27 de agosto de 1991, Ten — homenagem ao número da camisa de Mookie Blaylock — continha onze faixas que tratavam de assuntos obscuros, como depressão, suicídio, solidão e assassinato. O estilo musical de Ten, influenciado pelo rock clássico, combinou um "vocabulário harmônico expansivo" com um som icônico. Apesar de as vendas iniciais não terem sido muito rápidas, na segunda metade de 1992, tornou-se um sucesso, recebendo certificação de ouro e atingindo a segunda posição da Billboard. De Ten saíram três singles de sucesso: "Alive", "Even Flow" e "Jeremy". Originalmente interpretada com um hino para muitos, Vedder revelou, mais tarde, que "Alive" conta uma história — semi-biográfica — de um filho que descobre que o seu pai, na verdade, é seu padrasto; enquanto isso, a tristeza de sua mãe faz com que ela embrace sexualmente o filho, que se parece muito com o seu pai biológico. A música e o videoclipe de "Jeremy" foram inspirados por uma história real na qual um estudante do ensino médio atira em si próprio na frente de seus colegas de classe. Ten permaneceu na Billboard por mais de dois anos, tornando-se um dos álbuns de rock mais vendidos de sempre, recebendo por 13 vezes a certificação de disco de platina.
Com o sucesso de Ten, o Pearl Jam se tornou um membro-chave da explosão grunge em Seattle, junto de Alice in Chains, Nirvana, e Soundgarden. Todavia, a banda foi criticada pela indústria musical; a revista britânica NME disse que o Pearl Jam estava "tentando roubar dinheiro do bolso das jovens crianças alternativas." Kurt Cobain, do Nirvana, atacou o Pearl Jam ferozmente, afirmando que a banda era um sell-out comercial, dizendo que Ten não era um verdadeiro álbum alternativo por possuir proeminentes linhas de guitarra solo. Mais tarde, entretanto, Cobain se reconciliou com Vedder; eles permaneceram amigos até a morte de Cobain, em 1994.
O Pearl Jam excursionou incessantemente em suporte à Ten. Ament afirmou que "essencialmente, Ten era somente uma desculpa para excursionar", complementando, "Nós dissemos à gravadora, 'Nós sabemos que podemos ser uma grande banda, então somente nos dê a oportunidade de sair e tocar.'" O agente da banda, Kelly Curtis, disse que "Uma vez que as pessoas vinham e os viam ao vivo, essa lâmpada se acendia. Durante a primeira turnê, você meio que sabia que estava acontecendo, e não tinha como parar isso." No começo da carreira do Pearl Jam, a banda se tornou conhecida pelas suas apresentações intensas. Recordando esse tempo, Vedder disse que "[...] tocar música e então ter uma ideia ao gravar uma música, e ter um público e essas coisas, é como uma força indomável... [...] Isso vem apenas de abrir os portões." Em 1992, o Pearl Jam realizou aparições televisivas no Saturday Night Live e no MTV Unplugged, além de tocar no Lollapalooza, que também contou com Red Hot Chili Peppers, Soundgarden e Ministry, dentre outros conjuntos. Ainda naquele ano, contribuíram com duas músicas — "State of Love and Trust" e "Breath" — para a trilha sonora de Singles, filme de Cameron Crowe. Ament, Gossard e Vedder apareceram no filme sob o nome de "Citizen Dick"; suas partes foram filmadas quando o Pearl Jam ainda se chamava Mookie Blaylock.

### Lidando com o sucesso: 1993–1995
“Eu tenho problemas com as coisas boas que escrevem sobre o Pearl Jam. Aliás, eu tenho problemas com tudo... Gostaria de nunca ter aparecido na MTV, cara. Me sinto um bobo tendo de falar sobre a banda o tempo todo.”

— Eddie Vedder, 1991.
Os membros da banda ficaram desconfortáveis com o sucesso, com muito do peso da popularidade do Pearl Jam recaindo sobre Eddie Vedder. Enquanto a banda recebeu quatro prêmios no MTV Video Music Awards de 1993 pelo vídeo de "Jeremy", eles se recusaram a gravar um vídeo para "Black", apesar da pressão da gravadora. Essa ação — da recusa em fazer videoclipes para suas músicas — tornou-se recorrente na banda, apesar de os videoclipes serem uma das ferramentas mais poderosas no que diz respeito a vendas musicais que as bandas poderiam ter em seu "arsenal". Todavia, Vedder havia sentido que o conceito de videoclipe tirara, do ouvinte, a capacidade de criar suas próprias interpretações da música, afirmando que "Antes de os videoclipes chegarem, você ouvia a música com seus fones de ouvido, sentado na cadeira, com os olhos fechados, e você chegava às suas próprias visões [...] E então, de repente, às vezes até na primeira vez que você escuta a música, ela vem com essas imagens visuais acopladas, e isso te priva de qualquer forma de autoexpressão." "Daqui a dez anos", disse Ament, "eu não quero que as pessoas se lembrem de nossas músicas como vídeos."
O Pearl Jam voltou ao estúdio no começo de 1993, com o desafio de seguir o sucesso comercial de seu primeiro álbum. McCready disse que "A banda havia explodido bem alto e tudo estava bem louco." Lançado em 19 de outubro de 1993, o segundo álbum do Pearl Jam, Vs., vendeu 950.378 cópias em sua primeira semana de lançamento, superando todos os demais álbuns, combinados, do Top 10 da Billboard. Isso definiu o recorde de mais cópias vendidas de um álbum em sua primeira semana de lançamento. Vs. deteve este recorde por cinco anos, até ser quebrado por Double Live, álbum de 1998 de Garth Brooks. Entre álbuns de rock, ele deteve o recorde por sete anos, até Chocolate Starfish and the Hot Dog Flavored Water, do Limp Bizkit, lançado em 2000. Vs. contou com os singles "Go", "Daughter", "Animals" e "Dissident". A banda decidiu reduzir a escala de seus esforços comerciais, recusando-se a produzir mais videoclipes, após o sucesso tremendo de "Jeremy", e optaram por menos entrevistas e aparições televisivas. A turnê do Pearl Jam, àquela época, foi comparada com os hábitos de turnê do Led Zeppelin; Jim DeRogatis disse que a banda "ignorou a imprensa e levou sua música direto aos fãs." Durante a turnê de Vs., a banda definiu um limite nos preços dos ingressos, como forma de tentar evitar os cambistas.
Em 1994, o Pearl Jam estava "lutando em todas as frentes", como definido pelo agente da banda naquela época. A banda ficou enfurecida quando, após dois shows em Chicago, em Illinois, descobriu que a Ticketmaster havia adicionado uma taxa de serviço ao preço dos ingressos. O Departamento de Justiça dos Estados Unidos, que, na época, estava investigando as práticas da companhia, pediu à banda para criar um memorando de suas experiências com a empresa. Gossard e Ament testemunharam em um subcomitê de investigação em Washington, D.C. A banda, eventualmente, cancelou sua turnê do verão de 1994 como forma de protesto. Após o Departamento de Justiça ter arquivado o caso, o Pearl Jam continuou a boicotar a Ticketmaster, recusando-se a tocar em locais que possuíssem contratos com a companhia. DeRogatis notou que, junto ao colapso da Ticketmaster, "a banda se recusou a lançar singles ou fazer clipes; ordenou que seus álbuns fossem lançados em vinil; [...] queriam ser como seus heróis dos anos 1960, o The Who, lançando dois ou três álbuns por ano". Ele também afirmou que, segundo fontes, a maior parte do terceiro álbum da banda, Vitalogy, fora completada no começo de 1994; todavia, um atraso forçado pela Epic Records — ou a batalha com a Ticketmaster — causaram o atraso no lançamento.
A maioria das faixas de Vitalogy foi escrita e gravada durante pausas na turnê de Vs., e tensões dentro da banda haviam crescido dramaticamente à época. O produtor Brendan O'Brien disse que "Vitalogy foi um pouco tenso. Eu estou sendo educado — tinha alguma coisa implodindo." Após o término das gravações de Vitalogy, o baterista Dave Abbruzzese foi demitido. A banda citou diferenças políticas entre Abbruzesse e os demais membros; por exemplo, o baterista não havia concordado com o boicote à Ticketmaster. Ele foi substituído por Jack Irons, o ex-baterista do Red Hot Chili Peppers, que havia dado a primeira fita demo do grupo a Eddie Vedder. A estreia de Irons foi no Bridge School Benefit, evento de Neil Young, em 1994, mas ele não foi oficialmente anunciado como novo baterista da banda até 1995.
Vitalogy foi lançado em 22 de novembro de 1994 em vinil e, duas semanas depois, em 6 de dezembro de 1994, em CD e fita cassete. O CD se tornou o segundo álbum vendido mais rapidamente da história, com mais de 877 mil unidades vendidas em sua primeira semana. Stephen Thomas Erlewine, do Allmusic, disse que "graças à sua [...] produção enxuta, Vitalogy permanece como o álbum mais original e descompromissado do Pearl Jam." Muitas das canções do álbum parecem ser baseadas nas pressões da fama. A música "Spin the Black Circle", uma homenagem aos discos de vinil, ganhou um Grammy Award em 1996 por melhor performance de hard rock. "Better Man", escrita originalmente por Eddie Vedder quando estava na Bad Radio, atingiu a primeira posição da Billboard Mainstream Rock, ficando na lista por oito semanas. Considerada uma "flagrante canção pop" pelo produtor Brendan O'Brien, a banda estava relutante em gravá-la, inicialmente rejeitando-a em Vs. devido a sua acessibilidade.
A banda continuou seu boicote contra a Ticketmaster durante a turnê de 1995 para Vitalogy, mas ficou surpresa por nenhuma outra banda ter se unido à causa. A iniciativa do Pearl Jam de só tocar em locais sem contrato com a Ticketmaster impediu-os de fazer, praticamente, quaisquer shows nos Estados Unidos por três anos. Ament, mais tarde, disse: "Nós fomos muito cabeças-duras em relação à turnê de 1995. Tivemos de provar que podíamos excursionar por nós mesmos, e isso meio que nos matou, matou nossa carreira." No mesmo ano, o Pearl Jam tocou com Neil Young — notado como uma intensa influência para a banda — em seu álbum Mirror Ball e, ainda que obrigações contratuais tenham impedido que o nome da banda aparecesse em qualquer lugar do disco, todos os membros receberam créditos individuais. Duas músicas das sessões de gravação foram deixadas de fora de Mirror Ball: "I Got Id" e "Long Road", que seriam lançadas separadamentes pelo Pearl Jam em Merkin Ball, EP de 1995.

### No CodeeYield: 1996–1999
Após a turnê de Vitalogy, a banda voltou ao estúdio para gravar o álbum subsequente, No Code. Vedder disse que gravar No Code foi "tudo sobre ganhar perspectiva." Lançado em 27 de agosto de 1996 — exatamente cinco anos após seu primeiro álbum — No Code foi visto como uma deliberada mudança do som da banda desde Ten, favorecendo baladas e um rock de garagem barulhento. David Browne, da Entertainment Weekly afirmou que "No Code mostra uma gama maior de estados de espírito e instrumentação do que qualquer outro álbum do Pearl Jam." As letras do álbum tratam de temas como auto-examinação, onde Ament disse que "De algumas maneiras, é como a história da banda. É sobre crescer." Ainda que o álbum tenha estreado na primeira posição da Billboard, ele desceu rapidamente nas paradas. De No Code saíram os singles "Who You Are", "Hail, Hail" e "Off He Goes". Assim como em Vitalogy, a turnê de divulgação foi pequena, devido à recusa da banda em tocar nos locais da Ticketmaster. Uma turnê europeia aconteceu no outono de 1996. Gossard disse que havia "muito stress associado a tentar excursionar na época", e que "estava se tornando mais e mais difícil ficar excitado em ser parte de uma banda."
Após a curta turnê de suporte à No Code, a banda voltou à estúdio em 1997 para gravar o álbum seguinte. As sessões para o quinto álbum representaram mais um esforço em grupo entre os membros da banda. Disse Ament: "todos realmente tinham alguma um pouco a dizer na gravação […] por causa disso, todos se sentiram como uma parte integrante da banda." Em 3 de janeiro de 1998 o Pearl Jam lançou seu quinto álbum ed estúdio, Yield, que foi citado como um retorno da banda ao som roqueiro de outrora. Em relação às letras, o álbum continuou com seu estilo mais contemplativo, o mesmo encontrado em No Code, com Vedder afirmando que "O que no passado foi raiva, se tornou reflexão." Yield estreou na segunda posição da Billboard; mas, assim como No Code, caiu rápido nas paradas. Do álbum foram extraídos dois singles: "Given to Fly" e "Wishlist". A banda contratou o desenhista de HQs Todd McFarlane para criar um videoclipe animado para "Do the Evolution", o primeiro videoclipe da banda desde 1992. No mesmo ano, foi lançado um documentário detalhando o making of de Yield, intitulado Single Video Theory, lançado como VHS e DVD.
Em abril de 1998 novamente o Pearl Jam trocou de bateristas: Jack Iron, insatisfeito com as turnês, foi substituído pelo ex-baterista do Soundgarden Matt Cameron. Ainda que essa mudança tivesse sido primeiramente temporária, ele logo se tornou um substituto permanente de Irons. A turnê de 1998 em suporte à Yield marcou o retorno da banda às excursões de larga escala: a disputa judicial contra a Ticketmaster provou-se malograda e havia impedido inúmeras apresentações. Muitos fãs se queixaram da dificuldade em obter ingressos, além do uso de locais sem contrato com a Ticketmaster, definidos como distantes e impessoais. Nessa e nas turnês seguintes, o Pearl Jam voltou a usar a Ticketmaster, como forma de "melhor acomodar o público". A turnê de verão de 1998 foi um sucesso, e, após seu término, a banda lançou Live on Two Legs, um álbum ao vivo com performances selecionadas da turnê.
Em 1998, o Pearl Jam gravou "Last Kiss", uma versão cover da balada dos anos 60 de Wayne Cochran. Ela foi gravada durante uma passagem de som e lançada, naquele ano, no single de Natal especial do fã-clube da banda. No ano seguinte, essa versão foi colocada em grande rotação através do país e, devido à demanda popular, foi lançado ao público como single em 1999, com todos os lucros sendo destinados aos refugiados da Guerra do Kosovo. A banda também decidiu incluir a música em No Boundaries: A Benefit for the Kosovar Refugees, uma coletânea lançada em 1999, com os lucros indo para caridade. "Last Kiss" atingiu a segunda posição da Billboard, tornando-se o single da banda que atingiu a posição mais alta nas paradas.

### Binaurale a tragédia em Roskilde: 2000–2001
Após a turnê de suporte à Yield, o Pearl Jam fez um pequena pausa, mas se reuniu novamente e, próximo ao fim de 1999, a banda começou a trabalhar em um novo álbum. Em 16 de maio de 2000, a banda lançou seu sexto álbum de estúdio, Binaural, o primeiro com Matt Cameron na bateria. O título é uma referência à técnica de gravação binaural, utilizada em diversas faixas pelo produtor Tchad Blake, conhecido pelo uso da técnica. Binaural foi o primeiro álbum da banda a não ser produzido por Brendan O'Brien, ainda que, depois, ele tenha sido chamado para mixar algumas faixas. Gossard afirmou que os membros da banda estavam "prontos para uma mudança." Jon Pareles, da Rolling Stone, disse: "Aparentemente tão cansados do grunge como todo mundo, exceto os fãs de Creed, o Pearl Jam mergulhou em outra onda." O álbum contém letras mais sombrias do que Yield — Gossard descreveu-as como "muito sombrias". De Binaural saíram os singles "Nothing as It Seems" — uma das músicas com gravação binaural — e "Light Years". O álbum vendeu pouco mais de 700 mil cópias, se tornando o primeiro álbum de estúdio do grupo a não atingir a certificação de platina.

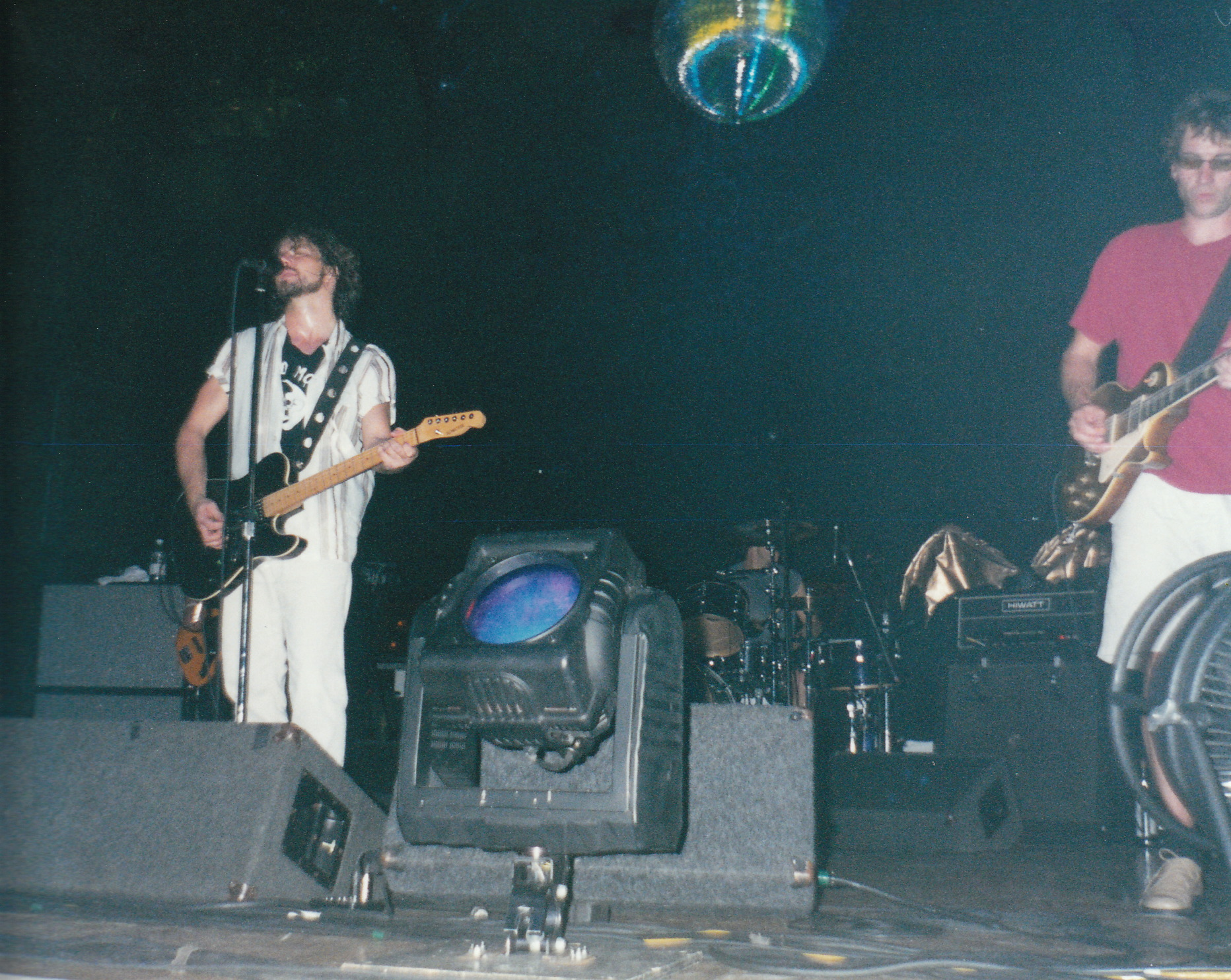
Pearl Jam em Columbia, Maryland, em 4 de setembro de 2000.

O Pearl Jam decidiu gravar, profissionalmente, cada um dos shows da turnê de suporte à Binaural, ocorrida em 2000, após notarem a popularidade dos bootlegs e o interesse dos fãs em possuírem uma cópias dos shows em que estiveram. A banda, no passado, estava aberta aos fãs que quisessem fazer gravações amadoras dos shows, e esses "bootlegs oficiais" foram uma tentativa de prover aos fãs um produto de melhor qualidade. A intenção da banda era lançá-los somente para os membros do fã-clube, mas o contrato de gravação do grupo os impedia; o Pearl Jam, então, lançou todos os álbuns em lojas de discos, assim como em seu fã-clube. A banda lançou 72 álbuns ao vivo entre 2000 e 2001, definindo um recorde de mais álbuns a estrearem na Billboard ao mesmo tempo.
A turnê europeia de 2000 terminou de forma trágica, com um acidente no Festival de Roskilde, na Dinamarca. Nove fãs foram pisoteados e sufocados até a morte na plateia. Após numerosos pedidos dos oficiais do Festival para que a banda parasse de tocar, eles pararam e tentaram fazer a multidão se afastar, mas já era tarde demais. As duas datas restantes da turnê foram canceladas e os membros pensaram em se aposentar depois do ocorrido. O Pearl Jam foi, inicialmente, considerado culpado pelo incidente, embora algum tempo depois, tenha se livrado da responsabilidade.
Um mês após a conclusão da turnê europeia, a banda embarcou em uma turnê norte-americana. Em 22 de outubro de 2000 a banda tocou no MGM Grand, em Las Vegas, celebrando o décimo aniversário da primeira apresentação da banda. Vedder aproveitou a oportunidade para agradecer às diversas pessoas que haviam ajudado a banda a ficar junta e chegar aos dez anos, observando que "nunca faria isso aceitando um Grammy ou coisa do tipo." A música "Alive" ficou, propositalmente, de fora de todos os shows dessa turnê até o da noite final, em Seattle; nessa noite, a banda se apresentou por mais de três horas, tocando a maioria de seus sucessos, além de covers como "The Kids Are Alright" e "Baba O'Riley", do The Who. Após o término da turnê de Binaural, o Pearl Jam lançou o Touring Band 2000, no ano seguinte, um DVD com performances selecionadas de shows da turnê norte-americana.
Após os ataques de 11 de setembro de 2001, Vedder e McCready se juntaram à Neil Young para tocarem "Long Road", do EP Merkin Ball, no concerto beneficente America: A Tribute to Heroes, em 21 de setembro de 2001, que levantou fundos para as vítimas do atentado e suas famílias.

### Riot Act: 2002–2005
A banda começou a trabalhar em um novo álbum após uma longa pausa de um ano, após a turnê de Binaural. McCready descreveu esse processo de gravação como "bastante positivo" e "muito intenso e espiritual". Ao se recordar sobre o processo de escrita das letras do álbum, Vedder disse que "[...] É um tempo esquisito para se compor. Roskilde nos mudou enquanto pessoas, e o nosso filtro sobre como ver o mundo havia mudado." Riot Act, o sétimo álbum de estúdio da banda, foi lançado em 12 de novembro de 2002, incluindo os singles "I Am Mine" e "Save You". O álbum contou com um estilo mais folk, com uma sonoridade experimental, evidente na presença do organista Boom Gaspar, sobretudo na música "Love Boat Captain". Stephen Thomas Erlewine, do Allmusic, disse que "Riot Act é o álbum que o Pearl Jam vem tentando fazer desde Vitalogy — uma muscular gravação de art rock". "Arc", uma das faixas do álbum, foi gravada como um tributo às nove pessoas mortas no Roskilde Festival de junho de 2000; Vedder só cantou-a nove vezes na turnê de 2003, excluindo-a de todos os bootlegs lançados.
Em 2003, a banda começou a excursionar em suporte à Riot Act, que incluiu turnês na Austrália e na América do Norte. O programa de bootlegs oficiais da banda continuou, fazendo com que cada apresentação da turnê estivesse disponível em CD através do website oficial da banda. Um total de seis bootlegs foram disponibilizados em lojas, dos shows em Perth, na Austrália, Tóquio, State College, dois shows no Madison Square Garden e Mansfield. Em diversos shows da turnê norte-americana, Vedder executou "Bu$hleaguer", um comentário sobre o então presidente dos Estados Unidos George W. Bush, trajando, inclusive, uma máscara do presidente; a banda foi notícia quando inúmeros fãs abandonaram um show do Pearl Jam após Vedder "empalar" a máscara de Bush no pedestal do microfone, em um show em Denver.
Em junho daquele ano, o Pearl Jam anunciou que estava deixando oficialmente a Epic Records, em razão do término do contrato da banda com a gravadora, afirmando, também, que não tinha interesse em assinar com outro selo. O primeiro lançamento da banda sem uma gravadora foi "Man of the Hour", em parceria com o site de vendas Amazon.com. O diretor Tim Burton pediu à banda que compusesse uma música para seu novo filme, Big Fish; o Pearl Jam gravou "Man of the Hour", que foi, mais tarde, indicada ao Globo de Ouro, embora a canção só possa ser escutada nos créditos finais do filme.
Em novembro, a banda lançou Lost Dogs, uma coletânea de dois discos contendo raridades, b-sides e Live at the Garden, um DVD contendo o show da banda no Madison Square Garden em 8 de julho de 2003, ambos através da Epic Records. Live at Benaroya Hall, outro álbum ao vivo, foi lançado em 2004, após um acordo de somente um álbum com a BMG. 2004 marcou, também, a primeira vez em que o Pearl Jam autorizou o uso de uma canção para uso em um show televisivo: uma parte de "Yellow Ledbetter" foi usada no episódio final de Friends. Mais tarde, naquele ano, a Epic lançou Rearviewmirror: Greatest Hits 1991-2003, uma coletânea com os maiores sucessos da banda, de 1991 a 2003. Esse lançamento marcou o fim do acordo contratual do Pearl Jam com a Epic Records.
Em 2005, a banda tocou na Easy Street Records, uma loja independente de discos em Seattle; a gravação desse show foi compilada e disponibilizada no álbum Live at Easy Street, lançado em junho de 2006, somente em lojas de discos independentes. A banda embarcou em uma turnê canadense em setembro de 2005, iniciada com um concerto em Missoula, Montana, para levantar fundos para o democrata Jon Tester; após, tocaram no Gorge Ampitheather antes de atravessarem o Canadá. Depois de se apresentarem pelo país, o Pearl Jam abriu um show dos Rolling Stones em Pittsburgh, fazendo, então, dois shows no cassino Borgata em Atlantic City, até encerrarem a turnê com um show na Filadélfia. Os bootlegs oficiais dos shows de 2005 foram disponibilizados pelo website oficial do grupo, em MP3. O Pearl Jam também fez um show beneficente para levantar fundos para as vítimas do furacão Katrina, em 5 de outubro de 2005, na House of Blues em Chicago. Em 22 de novembro de 2005, a banda iniciou sua primeira turnê latino-americana.

### Ida para a J Records: 2006–2008
O trabalho do Pearl Jam para o sucessor de Riot Act começou após sua aparição na turnê Vote for Change, de 2004. A lacuna de tempo entre os dois álbuns foi a maior dos álbuns do grupo, além de ser o primeiro álbum a ser lançado por um novo selo: em fevereiro de 2006 Clive Davis anunciou que o Pearl Jam havia assinado com o seu selo, J Records que, assim como a Epic, é parte da Sony Music Entertainment (à época, conhecida como Sony BMG). O oitavo álbum de estúdio da banda, Pearl Jam, foi lançado em 2 de maio de 2006. Um número de críticos citou Pearl Jam como um retorno à sonoridade inicial da banda, e McCready comparou o novo material a Vs. Causas político-sociais norte-americanas têm seu lugar no álbum: "World Wide Suicide", uma música que critica a Guerra no Iraque e a política externa do país, foi lançada como single e atingiu o topo da Billboard Modern Rock; foi o primeiro single número do Pearl Jam, nessa tabela, desde "Who You Are", de 1996, e o primeiro em qualquer tabela nos Estados Unidos desde "Given to Fly", de 1998. De Pearl Jam também saíram os singles "Life Wasted" e "Gone".

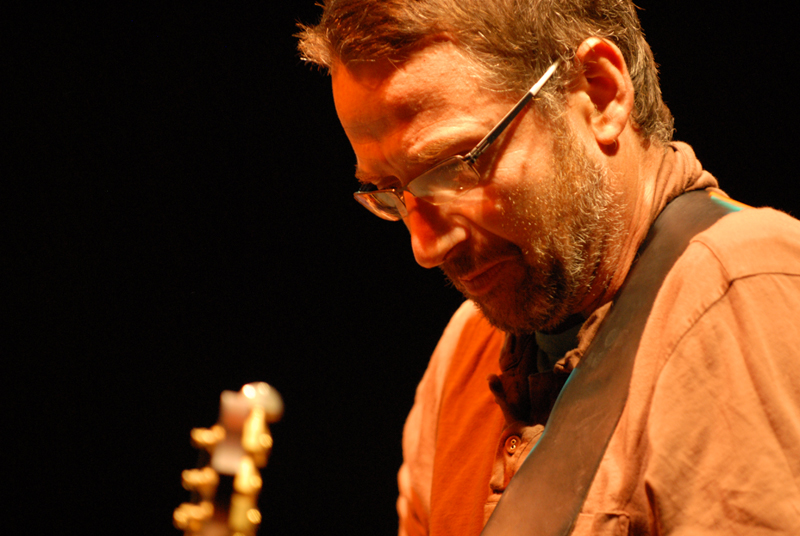
O guitarrista Stone Gossard em 2007.

Como forma de suporte ao álbum, o Pearl Jam realizou uma turnê mundial em 2006, que passou pela América do Norte, Austrália e, mais notavelmente, na Europa, já que o grupo não tocava lá havia seis anos. A turnê norte-americana incluiu seis shows de abertura para Tom Petty and the Heartbreakers. Ademais, a banda também serviu de atração principal nos festivais de Reading e Leeds, apesar da promessa de nunca mais tocar em um festival, após o ocorrido em Roskilde. Vedder iniciou os dois shows com um emocionado apelo para que uns olhassem pelos outros. Ele comentou, à época, que a decisão de tocar em um festival pela primeira vez desde Roskilde não tinha nada a ver com "coragem", mas sim com confiança no público.
Em 2007 a banda gravou uma versão cover de "Love, Reign o'ver Me", do The Who, para o filme Reign Over Me, de Mike Binder. Essa versão foi disponibilizada mais tarde por download digital na iTunes Store. A banda embarcou em uma turnê europeia com 13 datas, encabeçando o Lollapalooza, no Grant Park, em 5 de agosto de 2007. Em junho de 2007, a banda lançou Live at the Gorge 05/06, que documenta os shows da banda no Gorge Amphitheatre, e em setembro de 2007, lançou Immagine in Cornice, que documenta os shows da banda na Itália, na turnê de 2006.
Em junho de 2008, o Pearl Jam encabeçou o Bonnaroo Music Festival, que teve lugar em meio à uma turnê de doze datas nos Estados Unidos. Em julho, a banda, juntamente com Foo Fighters, Incubus e The Flaming Lips, participou do tributo ao The Who organizado pelo canal televisivo VH1. Nos dias antes das eleições nos Estados Unidos em 2008, a banda lançou, através de seu website, um documentário gratuito, intitulado Vote for Change? 2004, que retrata o tempo gasto pela banda na turnê Vote for Change, de 2004.

### Relançamentos eBackspacer: 2009–2012
Em 24 de março de 2009, o primeiro álbum do Pearl Jam, Ten, foi relançado em quatro edições, com alguns extras, como remasterização e um remix completo do álbum feito por Brendan O'Brien, um DVD da banda no MTV Unplugged de 1992, e um LP de um show realizado em 20 de setembro de 1992 no Magnuson Park, em Seattle. Foi a primeira reedição de um planejamento que envolve relançar todo o catálogo do Pearl Jam, até o 20º aniversário da banda, em 2011. Um filme de retrospectiva do Pearl Jam, dirigido por Cameron Crowe e intitulado Pearl Jam Twenty também é planejado para um lançamento que coincida com o aniversário. Em 5 de janeiro de 2011 a banda anunciou que Vs. e Vitalogy seriam relançados na primavera em formato de luxo.
O Pearl Jam começou a trabalhar no álbum subsequente à Pearl Jam no começo de 2008. Em 2009, a banda começara a desenvolver o instrumental e algumas faixas demo escritas durante o ano anterior. O nono álbum de estúdio de banda, Backspacer, foi lançado em 20 de setembro de 2009, estreando na primeira posição da Billboard, o primeiro álbum da banda a atingir tal marca desde No Code, em 1996. As músicas do álbum apresentam uma sonoriadde influenciada pelo pop e pela New Wave.  Stephen Thomas Erlewine, do Allmusic, disse que a música do álbum é "casual e divertida". Sobre as letras, Eddie Vedder disse: "Eu tenho tentado, ao longo dos anos, ser esperançoso nas letras, e eu acho que isso vai se tornar mais fácil agora." "The Fixer" foi escolhido como primeiro single do álbum, além de também ter sido feito um videoclipe para a música, dirigido por Cameron Crowe, com sequências do show secreto realizado em Seattle, em maio.

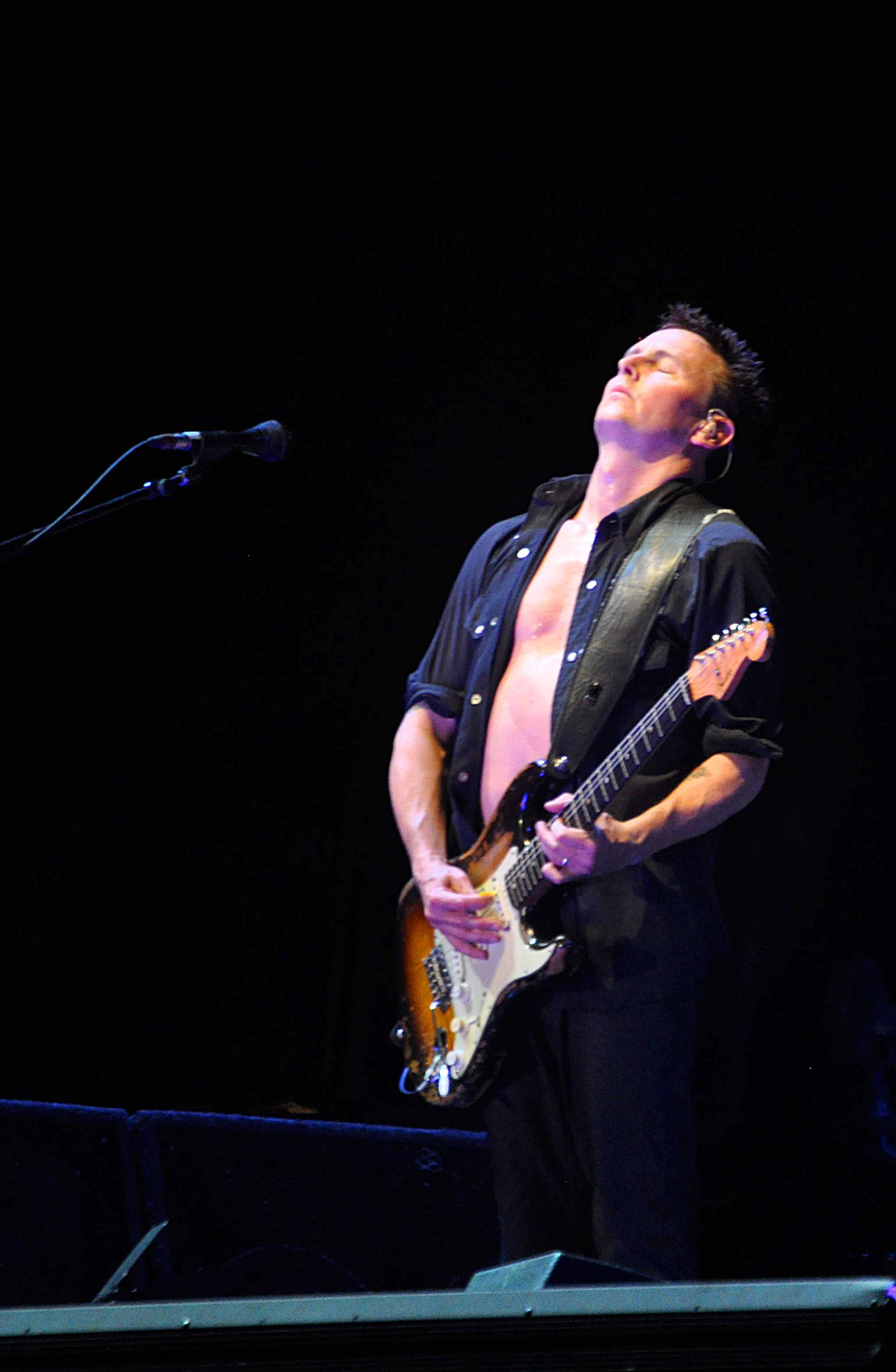
O guitarrista Mike McCready em 2009.

O Pearl Jam não renovou seu contrato com a J Records, lançando seu álbum através do seu próprio selo, Monkeywrench Records, nos Estados Unidos, e pela Universal, internacionalmente. A banda também fechou um contrato de exclusividade com a Target Corporation, pela qual ela seria a única varejista a vender o álbum nos Estados Unidos. Backspacer também foi lançado no website oficial da banda, lojas independentes de discos, varejistas online e no iTunes. Em uma entrevista, McCready dissera que, dentro de seis meses, a banda teria terminado de trabalhar em algumas músicas não-editadas de Backspacer, afirmando à KBZT, estação de rádio de San Diego, que poderiam lançar um EP em 2010 com essas músicas, enquanto Vedder sugeriu que elas talvez fossem ser usadas no álbum seguinte.
Em 1º de junho de 2009, o Pearl Jam tocou uma nova música de Backspacer chamada "Got Some", no The Tonight Show with Conan O'Brien. Em agosto do mesmo ano, a banda encabeçou o Virgin Festival, o Outside Lands Music and Arts Festival, além de ter feito cinco shows na Europa e três na América da Norte; em outubro, encabeçou o Austin City Limits Music Festival, que teve lugar em meio à turnê norte-americana de Backspacer. Ainda em outubro, na noite de dia das bruxas, a banda fez aquela que se tornaria a última apresentação do Philadelphia Spectrum, tocando por mais de três horas, com um repertório de 41 músicas. Uma nova turnê, consistindo de shows na Oceania, ocorreu em seguida. A banda apareceu como convidada do Saturday Night Live em 13 de março de 2010; em maio, a banda embarcou em nova turnê, iniciada no New Orleans Jazz & Heritage Festival e encerrada em 21 de maio, no Madison Square Garden. Uma turnê europeia ocorreu entre junho e julho, onde a banda tocou, pela primeira vez, na Irlanda do Norte, na Odyssey Arena, em Belfast.
Em 17 de janeiro de 2011, a banda lançou Live on Ten Legs, um álbum ao vivo que reúne faixas de turnês de 2003 até 2010, funcionando como um álbum subsequente à Live on Two Legs, que consistiu de músicas gravadas durante a turnê norte-americana de 1998. Em março desse ano, o baixista Jeff Ament disse à Billboard que a banda possuía 25 músicas e que, em abril, estariam entrando em estúdio para gravá-las.
Em 8 de setembro de 2011, a banda lançou a canção "Olé". Em entrevista concedida a "Rolling Stone", o baixista Jeff Ament disse que pelo menos metade do novo álbum do grupo já está pronto. "O primeiro punhado de músicas que temos é um ótimo começo", disse Ament. O músico ainda comentou a importância da reunião do grupo para a gravação de novas músicas. "Estamos empolgados", afirmou. As gravações do novo disco devem terminar no início de 2012. Brendan O'Brien, produtor de longa data do grupo, está trabalhando nas faixas, em Los Angeles, no Henson Recording Studios.

### Lightning Bolt: 2013–2018
Em 11 de julho de 2013, a banda anunciou que o décimo álbum de estúdio, Lightning Bolt, seria lançado em 15 de outubro e lançou seus dois primeiros singles, "Mind Your Manners" e "Sirens". Ambos com videoclips já produzidos. A banda agendou uma turnê na América do Norte, para outubro e novembro.

### Gigaton: 2018–presente
Em 10 de março de 2018, a banda lançou o single "Can't Deny Me", o primeiro single do décimo primeiro álbum de estúdio da banda, então ainda sem título, que só seria anunciado em 13 de janeiro de 2020: Gigaton, lançado em 27 de março de 2020.

## Estilo musical e influências
Comparado ao de outras bandas grunge do começo dos anos 1990, o estilo do Pearl Jam é notavelmente menos pesado, remontando ao rock clássico dos anos 1970. O Pearl Jam já citou diversas bandas punks e clássicas como influências, como The Who, Neil Young e Ramones. O sucesso do Pearl Jam tem sido atribuído à sua sonoridade, que combina "o rock de estádio dos anos 1970, de riffs pesados, com o barulho e a raiva do[s grupos de] post-punk dos anos 1980, sem nunca se desgrudar [...] dos refrões." O estilo de guitarra rítmica de Gossard é conhecido pelo seu senso de batidas e groove, enquanto o estilo de guitarra solo de McCready, influenciado por artistas como Jimi Hendrix, tem sido descrito como "orientado pelo sentimento" e "folk".
O Pearl Jam ampliou seu "alcance" musical através dos lançamentos subsequentes. Uma vez que Vedder  tinha mais influência na sonoridade da banda, ele buscou extipar das músicas do Pearl Jam o uso de ganchos. Ele disse, "Eu senti que, com mais popularidade, nós seríamos massacrados, nossas cabeças iriam amassar como uvas." À época de Vs., em 1993, a banda passou a incorporar ainda mais influências do punk rock à sua música. Já No Code, de 1996, foi uma ruptura deliberada na sonoridade estabelecida em Ten, com as músicas do álbum contendo elementos do rock de garagem, do worldbeat e experimentalismos. Após Yield, de 1998 — que foi, de certa forma, um retorno ao rock dos trabalhos iniciais da banda —, o Pearl Jam se envolveu com o art rock experimental em Binaural, de 2000, e com o folk rock em Riot Act, de 2002. Pearl Jam, de 2006, foi citado como um retorno à sonoridade inicial da banda,  enquanto Backspacer, de 2009, contém elementos da música pop e da New Wave.
O crítico Jim DeRogatis descreve o vocal de Eddie Vedder como um "grunhido vocal semelhante à Jim Morrison." Greg Prato, do Allmusic, disse que "[...] com seu estilo de letras confessional e seu barítono a la Jim Morrison, Vedder também se tornou um dos vocalistas mais copiados de todo o rock." Os tópicos das letras escritas por Vedder vão do pessoal ("Alive", "Better Man") ao social ("Even Flow"), passando por preocupações políticas ("World Wide Suicide"). Suas letras invocam o uso de narrativas, incluindo temas como liberdade, individualismo e simpatia por indivíduos problemáticos.
No início da banda, Gossard e McCready eram claramente designados como, respectivamente, guitarrista base e solo; tal dinâmica, todavia, começou a mudar quando Vedder começou a tocar, em algumas ocasiões, guitarra rítmica durante as turnês de Vitalogy. Em 2006, McCready disse que "Ainda que existam três guitarras, eu acho que temos mais lugar agora. Stone [Gossard] vai recuar e tocar uma linha de duas notas, enquanto Ed[die Vedder] vai fazer algo com power chords, e eu me encaixo nisso tudo."

## Legado
Enquanto o Nirvana levou o grunge ao mainstream, no começo dos anos 90, o Pearl Jam rapidamente superou-os em termos de vendas, tornando-se "a banda de rock & roll americana mais popular dos anos 90", de acordo com o Allmusic. O Pearl Jam tem sido descrito como "os estilistas mais influentes do rock moderno — as perfeitamente acabadas canções explosivas em ritmo médio, como 'Alive' e 'Even Flow', melódicas o suficiente para fazerem moshers cantarem junto." A banda inspirou e influenciou um número de outras bandas, como Silverchair, Puddle of Mudd e The Strokes. O Pearl Jam, também, tem durado mais do que seus contemporâneos do grunge, como Nirvana e, mais recentemente, Alice in Chains e Soundgarden.

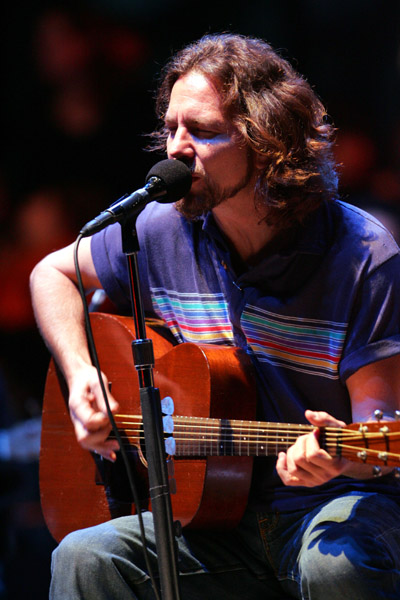
Eddie Vedder em 2006.

O Pearl Jam tem sido elogiado pela sua rejeição aos excessos da vida de estrela do rock e por sua insistência em apoiar as causas em que acreditam. O crítico musical Jim DeRogatis disse, à época do encerramento da batalha da banda contra a Ticketmaster, que isso "provou que uma banda de rock que não é composta por cabeças gananciosas pode tocar em estádios e não sugar cada centavo do público... isso indicou que o idealismo no rock 'n' roll não é privilégio daquelas bandas dos anos 60 que estão no Hall da Fama do Rock and Roll." Eric Weisbard, da Spin, disse em 2001 que "O grupo que uma vez foi acusado de tocar um grunge sintético agora parece tão orgânico e baseado em princípios quanto existe." Em uma enquete realizada pelo USA Today, em 2005, o Pearl Jam foi votado como a maior banda americana de rock de todos os tempos. Em abril de 2006 a banda recebeu o prêmio de "Best Live Act" ("Melhor Atuação ao Vivo") do Esky Music Awards, da Esquire; a sinopse do prêmio se referiu ao Pearl Jam como "as raras superestrelas que ainda tocam em cada show como se pudesse ser o último." Os "seguidores" da banda (por vezes chamados de "Jamily") têm sido comparados aos do Grateful Dead, com a Rolling Stone afirmando que o Pearl Jam "excursionou incessantemente e se tornou um dos maiores atos de rock de arena, atraindo um grupo de discípulos parecidos com os do Grateful Dead, com uma maratona de shows [...] no raro espírito de Bruce Springsteen, The Who e U2."
Quando perguntado sobre o legado do Pearl Jam, em uma entrevista de 2000, Eddie Vedder disse: "Eu penso que em algum ponto ao longo do caminho, nós começamos a sentir que queríamos dar às pessoas algo em que acreditassem, porque nós sempre tivemos bandas que nos deram isso, quando precisamos de algo para acreditarmos. Esse foi o nosso grande desafio após o primeiro álbum e a resposta que ele teve. O objetivo, imediatamente, se tornou em como nós continuaríamos sendo músicos e crescer e sobreviver em vista de tudo isso... As respostas nem sempre foram fáceis, mas acho que encontramos um jeito."

## Campanhas e ativismo
Pela sua carreira, o Pearl Jam tem promovido amplas causas sociais e políticas, desde sentimentos de pró-escolha até oposição à presidência de George W. Bush. Vedder age como o porta-voz da banda nessas situações. O grupo já promoveu um conjunto de causas, incluindo a conscientização sobre a doença de Crohn — doença esta que afeta o guitarrista Mike McCready —, o monopólio da Ticketmaster, além da proteção ao meio-ambiente e à vida selvagem, dentre outras. O guitarrista Stone Gossard tem sido ativo em diversas causas relacionadas ao meio-ambiente, atuando como defensor da política da banda em relação à neutralidade do carbono, compensando o impacto ambiental da banda: em 2010 a banda anunciou que iria atenuar as emissões de carbono da sua turnê de 2009 em suporte ao álbum Backspacer através de uma doação de 210 mil dólares para a plantação de árvores na área de Puget Sound, em Washington. Vedder tem defendido, por anos, a liberação dos três garotos de West Memphis; Damien Echols, um dos três, compartilha um crédito pela letra de "Army Reserve", de Pearl Jam. Tais causas são publicadas pela banda em seu website oficial, que inclui links para fontes alternativas de notícias.
A banda — e especialmente Eddie Vedder — tem defendido o movimento pró-escolha. Em 1992, a Spin imprimiu um artigo de Vedder, intitulado "Reclamation", que detalha sua visão sobre o aborto. Em um concerto para o MTV Unplugged, no mesmo ano, Vedder sentou-se em um banco e escreveu "PRO-CHOICE!" ("PRÓ-ESCOLHA!") em seu braço, como forma de protesto, quando a banda tocou "Porch". Os membros da banda são também membros de diversas organizações pró-escolha, como a Choice USA e a Voters for Choice.
Como membros do Rock the Vote e Vote for Change, a banda tem encorajado o recenseamento eleitoral e a participação nas eleições presidenciais nos Estados Unidos. Vedder falou, sem rodeios, em suporte à Ralph Nader, candidato à presidência em 2000 pelo Partido Verde), além da banda ter feito uma série de apresentações na turnê Vote for Change, em outubro de 2004, em prol da candidatura de John Kerry à presidência norte-americana. Em um especial da Rolling Stone mostrando os integrantes da turnê de Vote for Change, Vedder disse à revista, "Eu apoiei Ralph Nader em 2000, mas é tempo de crise. Nós temos de colocar uma nova administração lá."
Às vezes, Vedder comenta sobre política em suas canções, frequentemente criticando  a política externa norte-americana, e um número de músicas, incluindo "Bu$hleaguer" e "World Wide Suicide", são críticas abertas à administração de George W. Bush. No Lollapalooza de 2007, Vedder falou contra a BP, que estava despejando efluentes no Lago Michigan, e, ao fim de "Daughter", ele cantou "George Bush leave this world alone/George Bush find yourself another home" ("George Bush, deixe esse mundo em paz/George Bush, encontre outra casa para você"). No começo do segundo bis, Vedder convidou ao palco o veterano do Iraque Tomas Young (o tema do documentário Body of War), para estimular um fim à guerra. Young, por sua vez, introduziu ao palco o cantor Ben Harper, que contribuiu com vocais em "No More" e "Rockin' in the Free World". A banda descobriu que algumas das letras relacionadas à Bush foram excluídas da transmissão virtual do evento, feita pela AT&T, e começou a questionar se isso caracterizaria censura; a AT&T, por sua vez, se desculpou, culpando a Davie Brown Entertainment pelo incidente.
O Pearl Jam também já realizou inúmeros concertos beneficentes em prol da caridade. Como exemplo, a banda encabeçou uma apresentação em Seattle, em 2001, para ajudar os esforços das Nações Unidas em combater a fome mundial. A banda adicionou um show à sua turnê de 2005, na House of Blues de Chicago, para ajudar as vítimas do furacão Katrina; os lucros foram doados à Habitat for Humanity, à American Red Cross e à Jazz Foundation of America.
Em 22 de abril de 2011, o Pearl Jam foi nomeado "Defensor do Planeta em 2011" pelo Rock The Earth, devido ao seu ativismo em prol do meio-ambiente e seus esforços de grande escala para diminuir suas emissões de carbono.
Em 20 de novembro de 2015, em Belo Horizonte, durante um show, Eddie discursou sobre o maior desastre ambiental ocorrido no Estado de Minas Gerais,  no dia 05 de novembro, devastando e poluindo uma grande parte de uma importante Bacia Hidrográfica, sendo ocasionada pelo rompimento de uma grande barragem de rejeitos provenientes de atividades minerárias de uma grande corporação. Durante o show Eddie Vedder pediu punição aos responsáveis "Acidentes tiram vidas e destroem rios. E ainda assim eles conseguiram lucrar. Esperamos que eles sejam punidos, duramente punidos e cada vez mais punidos. Para que nunca esqueçam o triste desastre causado por eles." Declararam ainda que o cache do show seria doado para as vitimas afetadas pelo desastre. No dia 01 de dezembro de 2015 foi anunciado no Twitter da banda a doação de US$ 100 mil para ajudar as comunidades impactadas pela tragédia.

## Membros
- Eddie Vedder — vocais e guitarra (1990 — presente)
- Jeff Ament — baixo elétrico e backing vocal (1990 — presente)
- Stone Gossard — guitarra e backing vocal (1990 — presente)
- Mike McCready — guitarra (1990 — presente)
- Matt Cameron — bateria (1998 — 2025)

Integrante adicional
- Boom Gaspar — teclado, piano (2002 — presente)

## Discografia
Ao longo de sua carreira, o Pearl Jam lançou onze álbuns de estúdio, 31 singles, duas compilações, sete álbuns ao vivo e inúmeros bootlegs, como parte do programa da banda de bootlegs oficiais, que consiste em gravar profissionalmente seus shows e lançá-los.
Afora seus lançamentos oficiais, o Pearl Jam coleciona algumas músicas gravadas para outras ocasiões, além de canções disponíveis em trilhas sonoras; em 1992, por exemplo, a banda gravou "Breath" e "State of Love and Trust" para o filme Vida de Solteiro, de Cameron Crowe. Outras músicas recorrentes em apresentações da banda são "I Believe in Miracles", dos Ramones (presente, inclusive, no álbum Live at the Gorge 05/06), "Rockin' in the Free World", de Neil Young, e versões de músicas do The Who, como "Baba O'Riley", "The Kids Are Alright" e "Love, Reign O'er Me", gravada para o filme Reign Over Me, de Mike Binder. Outro exemplo é a versão cover feita para "Last Kiss", de Wayne Cochran; a canção, inicialmente lançada como single exclusivo para o fã-clube da banda, teve de ser lançada ao público em geral devido à demanda, sendo, até hoje, o single do Pearl Jam a atingir a posição mais alta em uma parada musical — atingiu a segunda posição da Billboard e a primeira posição na ARIA.
- Ten (1991)
- Vs. (1993)
- Vitalogy (1994)
- No Code (1996)
- Yield (1998)
- Binaural (2000)
- Riot Act (2002)
- Pearl Jam (2006)
- Backspacer (2009)
- Lightning Bolt (2013)
- Gigaton (2020)
- Dark Matter (2024)